# Bena (Minnesota)
Bena es una ciudad ubicada en el condado de Cass en el estado estadounidense de Minnesota. En el Censo de 2010 tenía una población de 116 habitantes y una densidad poblacional de 89,22 personas por km².

## Geografía
Bena se encuentra ubicada en las coordenadas 47°20′24″N 94°12′23″O / 47.34000, -94.20639. Según la Oficina del Censo de los Estados Unidos, Bena tiene una superficie total de 1.3 km², de la cual 1.29 km² corresponden a tierra firme y (0.8%) 0.01 km² es agua.

## Demografía
Según el censo de 2010, había 116 personas residiendo en Bena. La densidad de población era de 89,22 hab./km². De los 116 habitantes, Bena estaba compuesto por el 19.83% blancos, el 0% eran afroamericanos, el 68.97% eran amerindios, el 0% eran asiáticos, el 0% eran isleños del Pacífico, el 0% eran de otras razas y el 11.21% pertenecían a dos o más razas. Del total de la población el 0.86% eran hispanos o latinos de cualquier raza.